# Catedral de Nuestra Señora (Tulle)
La catedral de Nuestra Señora de Tulle también catedral de Nuestra Señora y San Martín o simplemente catedral de Tulle (en francés: Cathédrale Notre-Dame et Saint-Martin) es una iglesia catedral católica francesa situada en la ciudad de Tulle, departamento de Corrèze. Es la sede del obispado de Tulle, que se estableció en 1317 después de la cruzada albigense.
La catedral fue clasificada en el título de los monumento histórico de Francia en 1862.

## Historia

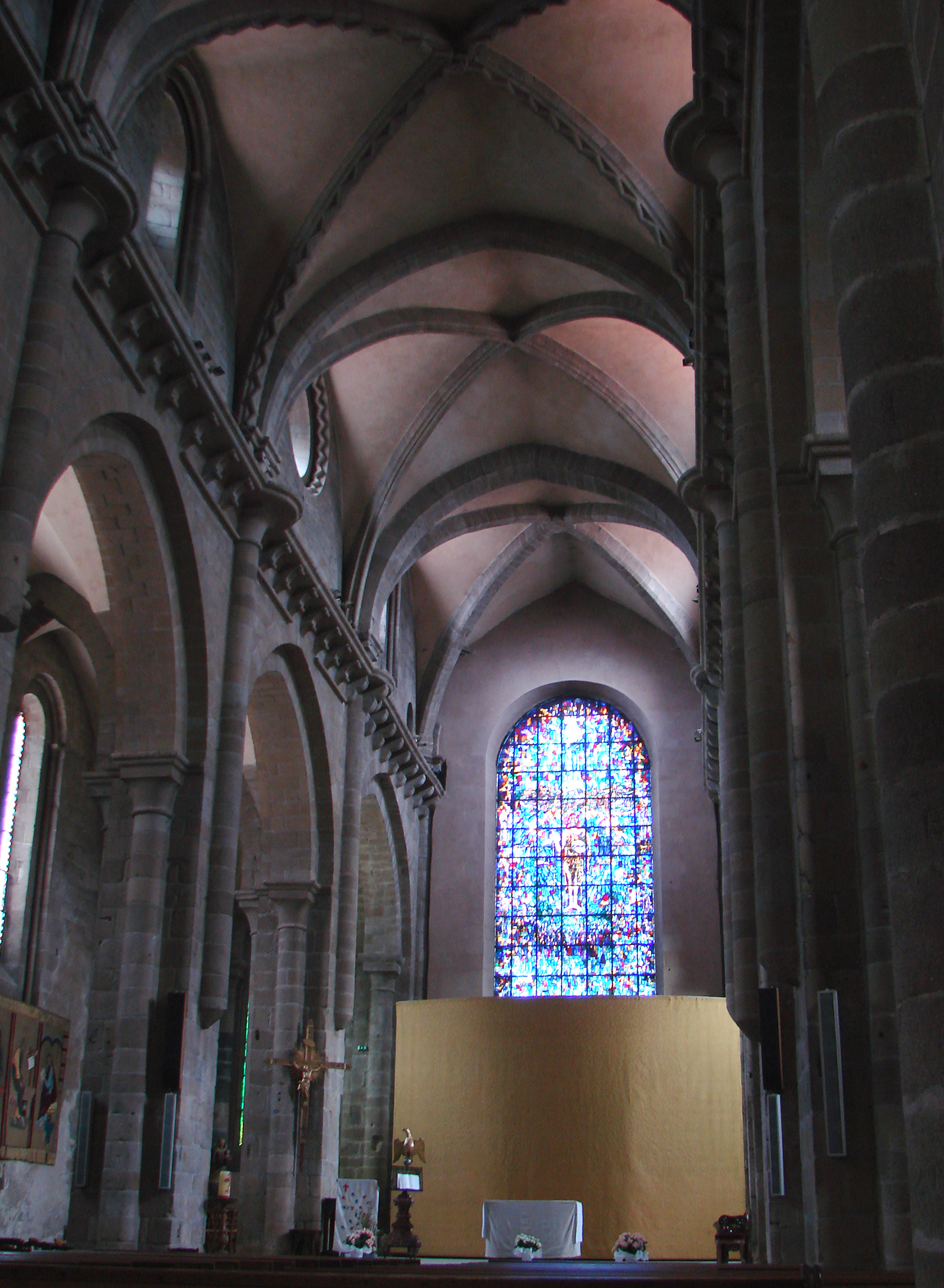
Vista interna

La diócesis de Tulle fue erigida en 1317, en el territorio del Bajo Limousin que pertenecía al obispado de Limoges. La iglesia de la abadía fue promovida posteriormente al estatus de catedral.
La abadía fue construida en el sitio de una anterior abadía merovingia cuyos titulares habían adquirido la dignidad episcopal. Cuando comenzó la construcción hubo retrasos que significaron cambios de los planos originales, pasando del diseño románico al estilo gótico, notablemente nortorios en el claustro del siglo XIII que ahora alberga un museo de las artes y de las tradiciones populares.
Los pilares son de diseño románico mientras que la bóveda de la nave es de diseño gótico.
El campanario se caracteriza por su largo pináculo que alcanza hasta 75 metros. Se remonta al siglo XIV. Consta de tres pisos rematados por una elegante torre octogonal y rodeado de decoraciones.
En 1793 durante la Revolución Francesa el edificio fue saqueado y dañado. Más tarde, se estableció allí una fábrica de cañones. La nave de la catedral fue restaurada en 1805.